# Spilosoma hosei
Spilosoma hosei är en fjärilsart som beskrevs av Rothschild 1910. Spilosoma hosei ingår i släktet Spilosoma och familjen björnspinnare. Inga underarter finns listade i Catalogue of Life.